# Teucholabis wighti
Teucholabis wighti är en tvåvingeart som beskrevs av Alexander 1939. Teucholabis wighti ingår i släktet Teucholabis och familjen småharkrankar.
Artens utbredningsområde är Jamaica. Inga underarter finns listade i Catalogue of Life.